# Еловшек, Эрнестина
Эрнестина Еловшек (словен. Ernestina Jelovšek; 18 декабря 1842, Любляна — 3 декабря 1917, Любляна) — внебрачная дочь словенского поэта Франце Прешерна от служанки Аны Еловшек. Оставила самое яркое свидетельство жизни поэта, документальные записки, составленные ей в 1880-е годы.

## Жизнеописание
Была одним из троих детей Аны Еловшек и Френце Прешерна. Имела сестру Терезию (1839—1840) и брата Франце (1845—1855). Росла чувствительным и замкнутым ребёнком. После смерти отца, который даже после разрыва с Аной продолжал считать их своими детьми, материальное состояние семьи значительно ухудшилось. В октябре 1850 года стала посещать урсулинскую школу, где обнаружились её незаурядные способности. Научилась шить и зарабатывала таким образом себе на жизнь. После смерти брата в 1855 году мать начинает работать в Триесте, и оставшаяся в одиночестве в Любляне Эрнестина начинает работать няней. В 1856 Эрнестина перебирается в Триест. После смерти матери в 1875 году, Эрнестина подорвала здоровье и пролежала в больнице до 1877 года. После работала в Любляне портной.
Её работа «Воспоминания о Прешерне» (словен. Spomini na Prešerna), вышедшая в печать в 1903 году, стала главным трудом её жизни. Написание «Воспоминаний» проходило с 1875 по 1876 годы в основном в Вене. Труд состоит из предисловия, короткого вступления вместо введения и девяти глав. Отца Эрнестина написала по собственным воспоминаниям и со слов матери. Подчёркивается важность словенского языка и культуры и видна приверженность к объединению южных славян. Ценность работы объясняется наличием исторических фактов, могущих истолковать ряд произведений Прешерна. В то же время есть элемент субъективности и желание представить отца в наилучшем свете: заглаживаются пристрастия Прешерна к алкоголю, азартным играм, ветреность в любви. Истолкование ряда произведений Прешерна («Крещение при Савице», «Рекрутская», «Покинутая», «Венок сонетов», «Поэту») в основном отражает собственные взгляды Эрнестины на любовь, духовность, народность и вряд ли могут рассматриваться как беспристрастный анализ. Помимо собственно воспоминаний об отце, немалая часть работы посвящена всем, кто был хорошо с ним знаком — Кробату, Блейвейсу, Дагарину.
В 1967 году её останки были перевезены в город Крань и захоронены рядом с памятником её отца.

### Проза
- Nezakonska mati, črtica (rokopis)
- V temačnih urah, črtica (rokopis)
- V samotni uri, 1900 (Ljubljanski zvon), črtica
- Dan v Vrbi, 1902 (Ljubljanski zvon 22/11 (190)), črtica Dokument v dLIB
- Bilo je, 1903, črtica (rokopis)

### Мемуары
- Spomini na dr. J. R. Razlaga (Erinnerungen an dr. I. R. Razlag), 1883 COBISS 2132851
- Spomini na Frana Levstika (Erinnerungen an Franz Levstik), 1883 COBISS 2132851
- Spomini na Prešerna (Erinnerungen an Doktor Franz Preširen), 1883 COBISS 2132851
- Spomini na mojega očeta dr. Franceta Prešerna (Erinnerungen an meinen Vater dr. Franz Prešern), 1888, rokopis
- Nekaj zapiskov o Andreju Smoletu (Einige Notizen über Andreas Smole), 1988, rokopis
- Spomini na Prešerna, 1903 COBISS 22850304

### Статьи
- Preširen človek, 1883 (Ljubljanski zvon) Dokument v dLIB

### Лекции
- Prešeren in Slovenke, 1903 (Slovenski narod 36/48 (1903))